# Meringopus suspicabilis
Meringopus suspicabilis là một loài tò vò trong họ Ichneumonidae.